# جان آلیسون
جان آلیسون (انگلیسی: John Allison) یک فیزیک‌دان اهل بریتانیا در زمینه فیزیک ذراتاست. 